# Pelargonium album
Pelargonium album är en näveväxtart som beskrevs av J.J.A. van der Walt. Pelargonium album ingår i släktet pelargoner, och familjen näveväxter. Inga underarter finns listade i Catalogue of Life.